# Metopa spinicoxa
Metopa spinicoxa är en kräftdjursart som beskrevs av Robert Alan Shoemaker 1955. Metopa spinicoxa ingår i släktet Metopa och familjen Stenothoidae. Inga underarter finns listade i Catalogue of Life.